# Catherine Engelhart Amyot
Catherine (Cathinca) Caroline Engelhart Amyot (n. 6 februarie 1845, Copenhaga, Danemarca – d. 1 ianuarie 1926, Sèvres, Métropole du Grand Paris, Franța) a fost o pictoriță daneză specializată în portrete și lucrări de gen. Ea a călătorit mult, creând o serie de lucrări de interes istoric. În 1869 a început să expună la Düsseldorf și Copenhaga. După ce s-a căsătorit cu medicul englez Thomas Amyon, între 1879 și 1890, a expus frecvent la Salonul de la Paris și la Academia Regală de Arte din Londra⁠(d).

## Tinerețea și educația

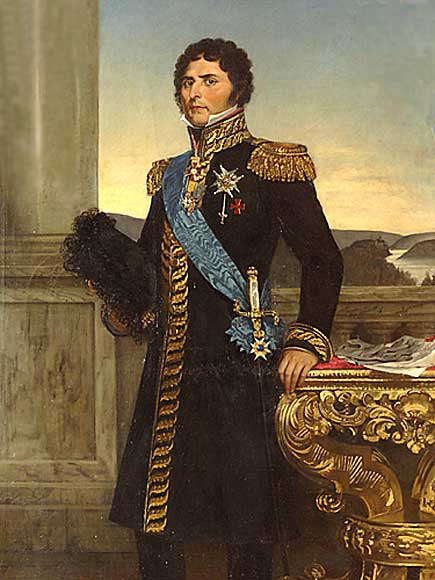
Catherine Engelhart: Regele Carl Johan ca rege al Norvegiei (1875)

Născută la Copenhaga la 6 februarie 1845, Catherine Caroline Engelhart a fost fiica adoptivă a funcționarului Băncii Naționale⁠(d) Christian Engelhart și a soției sale, Nathalie, născută Rønne. A crescut la Copenhaga, unde a fost învățată să deseneze și să picteze de către pictorul danez Carl Bøgh⁠(d) (1865–66), dar, dorind să fie la curent cu ultimele evoluții ale artei, a călătorit în străinătate din 1867. După ce s-a mutat prima dată la Bruxelles, s-a stabilit la Düsseldorf timp de șapte ani, studiind sub îndrumarea artistului elvețian Benjamin Vautier și a germanului Karl Ferdinand Sohn.

## Cariera în pictură
Din 1869, Engelhart a expus la Kunsthal Charlottenborg⁠(d) din Copenhaga, precum și la Düsseldorf. Cel mai de succes tablou pe care l-a expus la Copenhaga a fost Ingen roser uden torne (Fără trandafiri fără spini, 1874), care a fost achiziționat de Societatea Daneză de Artă Kunstforeningen⁠(d).
Ea a călătorit în Christiania (azi Oslo) în 1875 și apoi la Stockholm, unde a pictat două portrete postume ale regelui Carl Johan ca rege al Norvegiei. Ele fuseseră comandate de regele Oscar al II-lea. Unul dintre ele este acum expus în Salonul Bernadotte din Palatul Regal din Oslo.
După ce s-a întors în Danemarca pentru un scurt sejur la Copenhaga, a pornit într-o altă călătorie de studii, de data aceasta la Paris. Aici a studiat din 1876 sub îndrumarea lui William-Adolphe Bouguereau, care a considerat-o a fi unul dintre cei mai buni elevi ai săi. În timp ce se afla la Paris, ea l-a întâlnit pe medicul englez Thomas Howse Edward Amyot cu care s-a căsătorit la 16 mai 1878. După aceea, cuplul s-a mutat în Anglia, unde s-au stabilit mai întâi în Norfolk și din 1882 la Londra. Multe dintre picturile ei ulterioare au fost lucrări de gen, adesea înfățișând-o pe fiica ei Catherine Florence ca model.

## Familia și viața ulterioară
Catherine și Thomas Amyot au avut trei copii, toți născuți în Diss, Norfolk: Thomas (născut în 1879), Catherine Florence (născut în 1880) și Noel Ethel (născut în 1882). Există înregistrări ale familiei Amyot care dovedesc faptul că au locuit în Kensington (1891) și în Margate (1901). Thomas Amyot a murit la sfârșitul anului 1903.
Se știu puține despre viața ulterioară a lui Catherine Amyot, dar ea a murit la Sèvres, la sud-vest de Paris, în 1926.

## Picturi

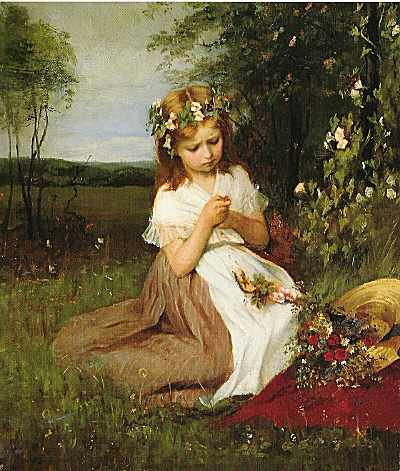
Ingen roser uden torne (1874)
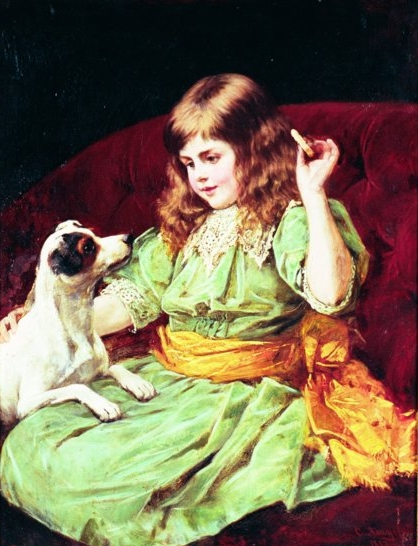
Un răsfăț pentru cățeluș (1887)
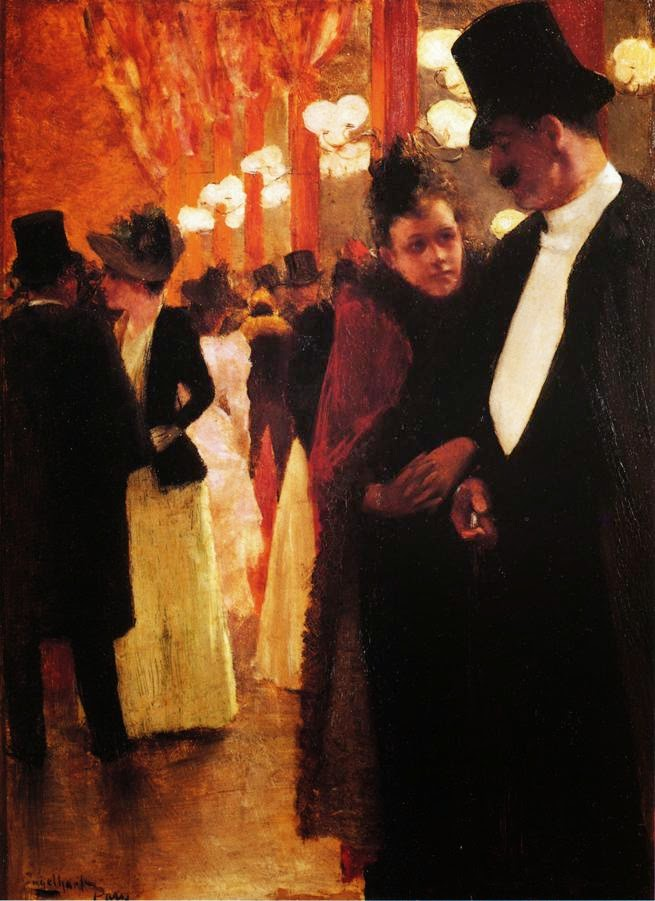
La soirée parisienne (1904)
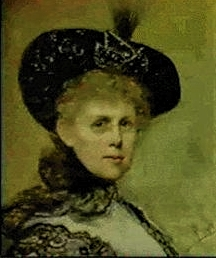
Un autoportret
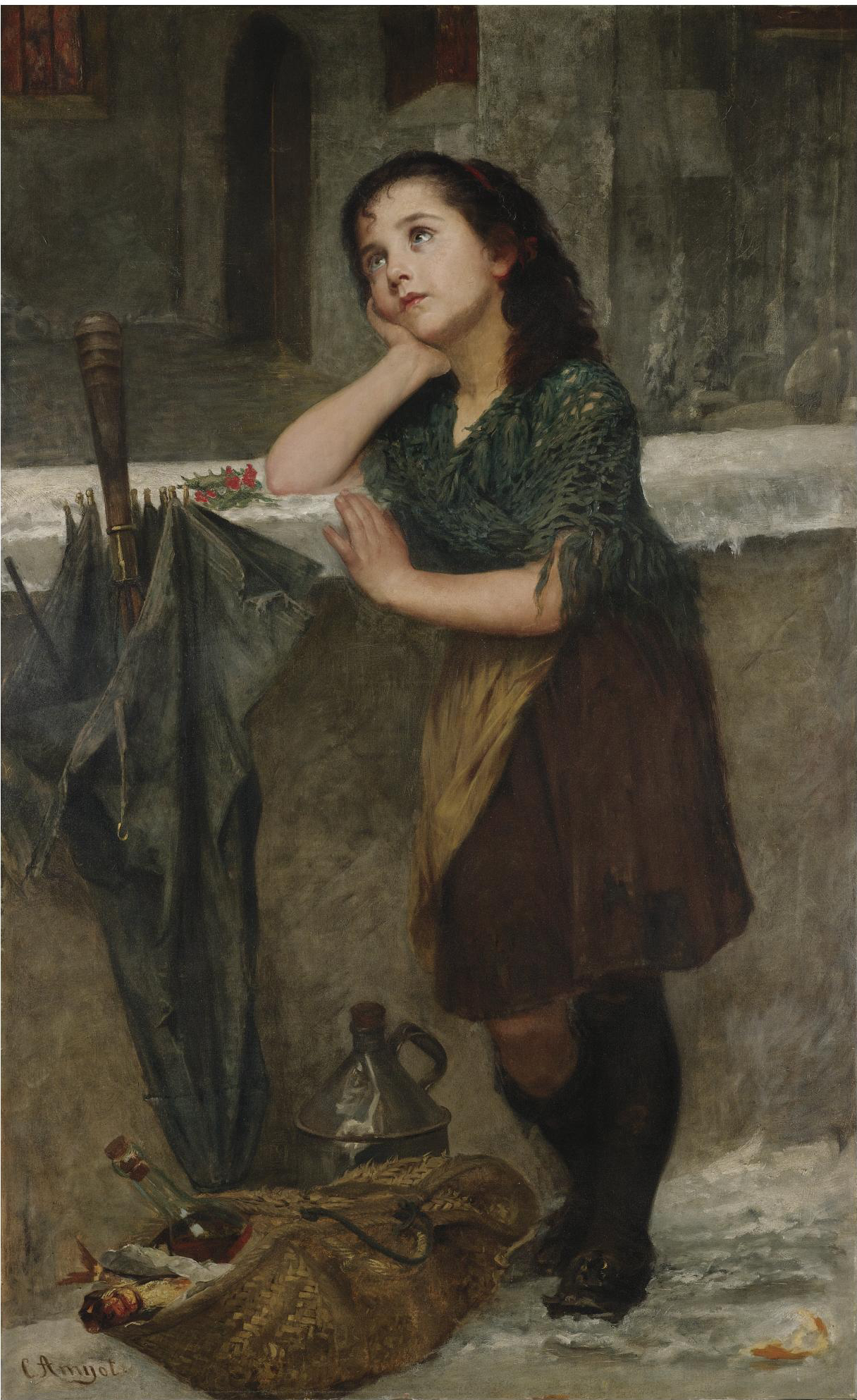
Vise cu ochii deschiși
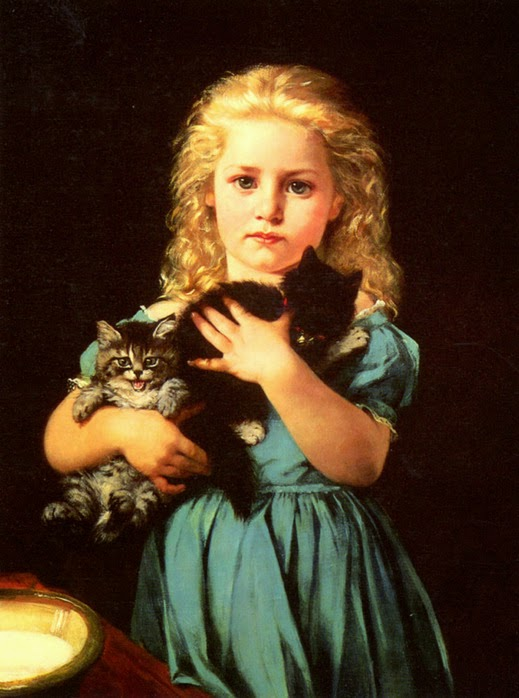
Cu brațele încărcate de năzbâtii